# جمل أمريكي شمالي
جمل أمريكي شمالي (الاسم العلمي: Megatylopus) هو نوع منقرض من الجمل العملاق، الذي استوطن في أمريكا الشمالية من العصر الميوسيني المتأخر إلى العصر البليوسيني، أي منذ ما يقارب 7.4 مليون سنة.
توزعت أحافيره بين ولاية كارولينا الشمالية إلى كاليفورنيا. يبلغ طوله حوالي 4.2 متر (14 قدم)، طول الساق الواحدة 2.1 متر (6 قدم 11 بوصة).